# المنشأة (سوهاج)
مركز ومدينة المنشاة بمحافظة سوهاج بمصر. من حيث عدد السكان 39500 تعداد (2001)، والمنشأة (أو بَطْلَمَيْس، باليونانية: Πτολεμαΐς، نقحرة: Ptolemais) أصلاً مدينة بطلمية ولذا يحوي ثراها العديد من الكنوز والأثار العائدة لذلك العصر.

## تاريخها
هي من أقدم المدن المصرية، وردت في قاموس جوتييه، وذكر لها عدّة أسماء منها الاسم المقدّس، وقد كتبه في مواضع هكذا: Nchi و Nchit و Nechit، قال: ومنه اشتق العرب إسمها الحالي وهو المنشاة، ومن أسمائها المقدسة Per Sebek، أي محل عبادة التمساح، ولهذا يري أنها مدينة التماسيح Crocodilopolis، ولها اسم رومی آخر وهو Syis، وفي عهد البطالسة سميت Ptolémais Hermiou، وجعلوها قاعدة قسم طيبة، بعد أن كانت من توابع قسم الطينة (البربا بمركز برجا) في عهد الفراعنة، وقال: إن اسمها المصرى المدني Psoï، ومنه سماها
الروم Bossochis، وسماها القبط Bsoy أو Bchoy (بالقبطية: ⲡⲥⲟⲓ)‏.
أنشأ بطليموس الأول بَطْلَمَيْس هرميو "Ptolemais Hermiou" على الضفة الغربية لنهر النيل في موقع القرية المصرية بشوي "Psoï" في نوم ثينيس في وقت ما بعد 312 ق م لتكون عاصمة صعيد مصر.
طبقًا لسترابو، كانت أكبر مدينة في طيبة، مساوية لمنف في الحجم. كما كان لها دستورها الخاص، ومجلس به قضاة منتخبون وقضاة بشكل لا يختلف عن مجلس المدينة اليونانية التقليدية. تم جلب مستوطنين يونانيين إلى المدينة من البيلوبونيز وشمال اليونان. كانت المدينة تضم معابد للآلهة اليونانية والمصرية (زيوس وديونيسوس وإيزيس) بالإضافة إلى لطائفة عبدة السلالة البطلمية. كان هناك أيضًا في المدينة مسرح ورابطة ممثلين.

ويذكر رمزي: 
وذكرها أميلينو في جغرافيته، فقال: إنه وجدها فيما اطلع عليه من المصادر باسم Psoï و Absay و Absou و Ptolémais و Pṣoï de Ptolémée ، والعربي إِبْصُوي وأبصاي، وأبسو وأبشوي وأبشاية، قال: وهي المنشأة التي بمركز جرجا، ثم قال: وليس من المستغرب مع توالي القرون، أن تخرّب هذه المدينة جملة مرات، وفي كل مرة كان يعاد بناؤها بتوسع، وأنها كانت واقعة على رأس الطريق الذي يوصل إلى الواحة، التي تسمى Ouasis de Psoï، أي واحة أبصوي (وهي الواحة الخارجة).
وأقدم مصدر وردت فيه باسمها الحديث المنشأة هو معجم البلدان لياقوت، حيث ذکر یاقوت في معجمه اسمها القديم وهو أبشاية فقال: أبشايةُ من قرى مصر الصعيد الأدنى، والصواب الصعيد الأوسط، ثم ذكر اسمها الحديث في حرف الميم، فقال: المُنْشِيَّة اسم لأربع قرى بمصر، الثالثة منها من عمل أخميم، يقال لها منشية الصَّلْعاء، والصلعاء قرية إلى جانبها.
وقد وردت في معجم البلدان، وفي مراصد الاطلاع، ضمن کور مصر، باسم أبشيا مع أخميم والدير، وذكرها ابن خرداذبة واليعقوبي وقدامة وغيرهم، باسم أبشاية من كور الصعيد، ووردت في قوانين ابن مماتي، وفي تحفة الإرشاد، في حرف الألف باسم المنشية، وفي حرف الميم باسم منشية أخميم من أعمال القوصية، وفي التحفة منشأة أخميم، وسماها ابن جبير في رحلته منشأة السودان، وفي كتاب وصف مصر منشأة النيدة، وفي دفاتر الروزنامة القديمة، وتاريع سنة ۱۲۳۱ هـ منشأة أخميم، البربا، وفي تاريع سنة ۱۲۷۲ هـ المنشاة، وهو اسمها الحالي، وفي الخطط التوفيقية منشأة أخميم بمديرية جرجا، ويقال لها المنشأة الكبرى، ووردت في بعض المصادر القبطية القديمة، باسم منشيّة النصاری، من ضواحي أخميم، ويلاحظ كثرة أسمائها، إذ يزيد عدد أسمائها عن عشرين اسما، بين أصلى ومحرّف ومستجد.
وذكرها اليعقوبي بقوله: "ومدينة أبشاية يقال لها البلينا ومن أبشاية تسلك إلى الواحات في مفازة وجبال خشنة ست رحلات ثم إلى ألواح الخارجة وهي بلاد فيها حصون، ومزارع، وعيون مطّردة، ومياه جارية، ونحل، وأصناف الشجر، والكروم، ومزارع أرز وغير ذلك."، ويعلق رمزي بأن: "وهذا خطأ، لأن البلينا هي بلدة أخرى جنوبي أبشاية".
وفي سنة ۱۸۸۰ أنشيء قسم إداري جدید بمديرية جرجا باسم المنشأة، وجعلت المنشأة قاعدة له، ولكن لم تطل إقامة ديوان القسم بها لإلغائه في سنة ۱۸۹٥، وتوزيع بلاده على مرکزي جرجا وسوهاج.
ذكرت مدينة المنشاة في كتب التاريخ ومن أمثلة ما قيل عنها:-
- ذكرها مرتضى الزبيدي في كتابه تاج العروس فقال (والمنشية مدينة عظيمة تجاه اخميم وقد دخلتها).
- ذكرها السيوطي في كتابه (حسن المحاضرة في أخبار مصر والقاهرة) تحت اسم المنشية.
- ذكرها أيضاً المقريزي).

## أعلام
وينتمي لمدينة المنشاة العديد من المشاهير وأشهرهم على الإطلاق كلاوديوس بطليموس، أبو الجغرافيا. كما ولد فيها قارئ القرآن الكريم الشهير فضيلة الشيخ صديق المنشاوى وأبناؤه الشيخ محمد صديق المنشاوي والشيخ محمود صديق المنشاوى
صديق بن السيد تايب المنشاوي: عرف على مستوى العالم الإسلامي باسم «صديق المنشاوي»، قارئ متقدم، ولد بالمنشأة بمحافظة سوهاج بمصر سنة 1898 م، وحفظ القرآن صغيراً، ونبغ في التلاوة وذاع صيته، حتى صار قارئ الصعيد الأشهر، وتأثر به جميع قراء الصعيد. توفي الشيخ صديق المنشاوي سنة 1984 م.